# Morris (computervirus)
 For alternative betydninger, se Morris. (Se også artikler, som begynder med Morris)
Morris er navnet på den første computervirus orm, der blev distribueret gennem internettet. Den blev sluppet fri den 2. november 1988 af en student fra Cornell University ved navn Robert T. Morris. Virussen var ikke det største problem i starten. Den gik f.eks. ud på, at et billede kunne poppe op på ens skærm, måske en eller flere gange. [kilde mangler]
| Software | Spire Denne artikel om software og programmering er en spire som bør udbygges. Du er velkommen til at hjælpe Wikipedia ved at udvide den. |